# Tennistoernooi van Cincinnati

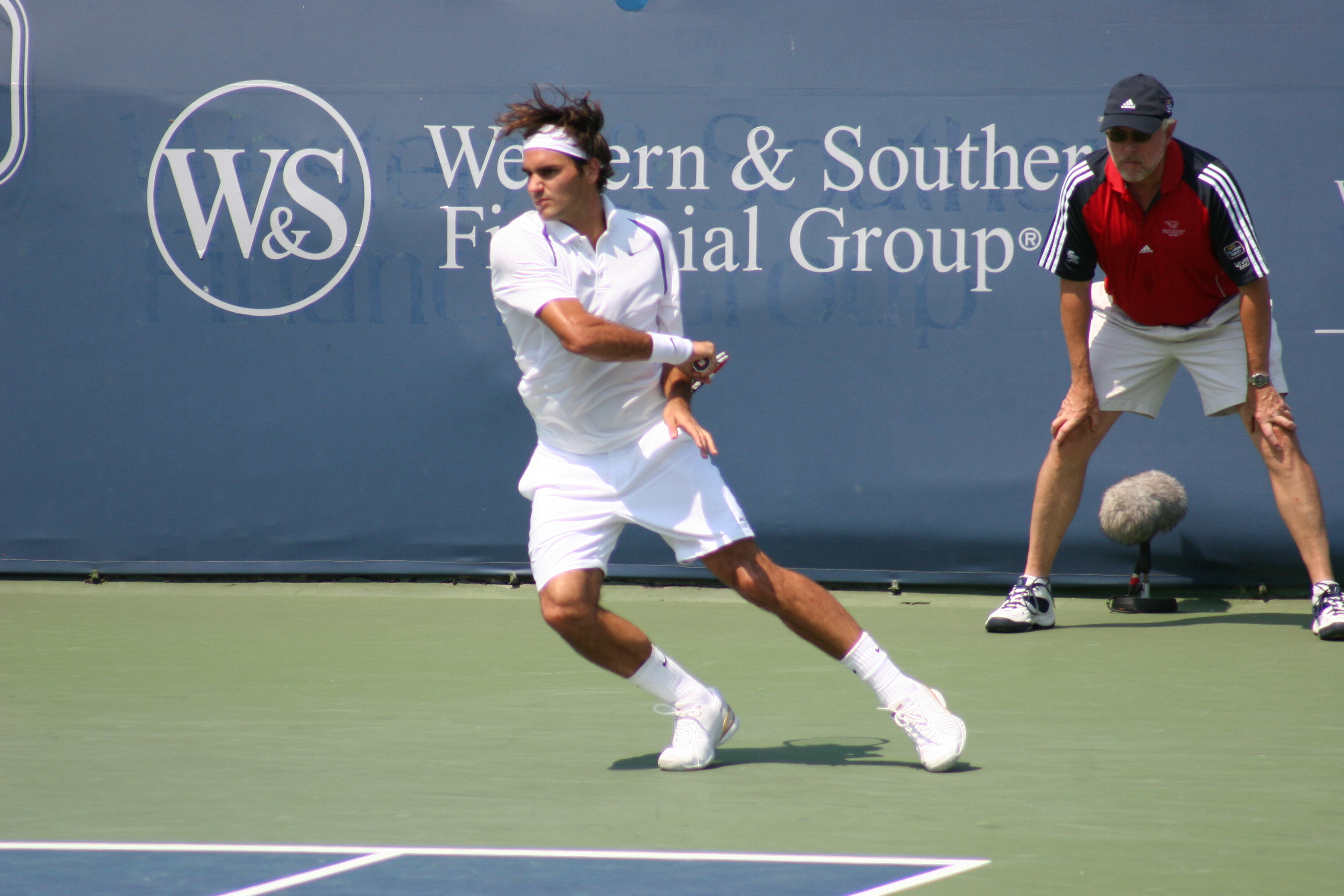
Het tennistoernooi van Cincinnati in 2007, toen Roger Federer de titel bij de mannen won (evenals in 2005, 2009, 2010, 2012, 2014 en 2015)

Het tennistoernooi van Cincinnati is een jaarlijks terugkerend toernooi dat wordt gespeeld op de hardcourt-buitenbanen van het Lindner Family Tennis Center in de Amerikaanse plaats Mason, ongeveer dertig kilometer benoorden Cincinnati. De officiële naam van het toernooi is Western & Southern Open.
Het toernooi bestaat uit twee delen:
- WTA-toernooi van Cincinnati, het toernooi voor de vrouwen
- ATP-toernooi van Cincinnati, het toernooi voor de mannen

ATP-toernooi van Cincinnati‎ – WTA-toernooi van Cincinnati‎

2004 · 2005 · 2006 · 2007 · 2008 · 2009 · 2010 · 2011 · 2012 · 2013 · 2014 · 2015 · 2016 · 2017 · 2018 · 2019 · 2020 · 2021 · 2022 · 2023 · 2024